# Большевистский сельсовет (Ипатовский район)
Большеви́стский сельсове́т — упразднённое сельское поселение в составе Ипатовского района Ставропольского края Российской Федерации.
Административный центр — посёлок Большевик.

## География
Находился в западной части Ипатовского района. Общая площадь территории муниципального образования — 403,1 км². Расстояние от административного центра муниципального образования до районного центра — 60 км.

## История
В 1934 году был образован Большевистский поссовет.
1 мая 2017 года все муниципальные образования Ипатовского района объединены в Ипатовский городской округ.

## Население
| 1989  | 2002  | 2010  | 2011  | 2012  | 2013  | 2014  | 2015  | 2016  |
| ----- | ----- | ----- | ----- | ----- | ----- | ----- | ----- | ----- |
| 2946  | ↘2763 | ↘2470 | ↘2461 | ↘2364 | ↘2317 | ↘2277 | ↘2221 | ↘2219 |
| 2017  |       |       |       |       |       |       |       |       |
| ↘2211 |       |       |       |       |       |       |       |       |

### Национальный состав
По итогам переписи населения 2010 года на территории поселения проживали следующие национальности (национальности менее 1 %, см. в сноске к строке «Другие»):
| Национальность | Численность | Процент |
| -------------- | ----------- | ------- |
| Русские        | 2162        | 87,53   |
| Украинцы       | 35          | 1,42    |
| Агулы          | 34          | 1,38    |
| Молдаване      | 31          | 1,26    |
| Табасараны     | 31          | 1,26    |
| Аварцы         | 27          | 1,09    |
| Другие         | 150         | 6,07    |
| Итого          | 2470        | 100,00  |

## Состав поселения
До упразднения Большевистского сельсовета в состав его территории входили 4 населённых пункта:
| № | Населённый пункт   | Тип населённого пункта          | Население |
| - | ------------------ | ------------------------------- | --------- |
| 1 | Большевик          | посёлок, административный центр | ↗1319     |
| 2 | Верхнетахтинский   | посёлок                         | ↘145      |
| 3 | Залесный           | посёлок                         | ↘268      |
| 4 | Правокугультинский | посёлок                         | ↘339      |

## Руководство
Сельсоветом руководили:
Председатели исполкома сельского Совета
- 1934-1935 - Дурихин Степан Архипович
- 1935-1936 - Харечко И.А.
- 1936-1945 - Деревянко Иван Леонтьевич
- 1945-1947 - Соколенко Павел Емельянович
- 1947-1952 - Богословский Василий Андреевич
- 1953-1954 - Горбенко А.А., Рассказова М.С.
- 1954-1957 - Короткий Николай Львович
- 1957-1959 - Иващенко Иван Иванович
- 1957-1980 - Лозовая Зоя Никитична
- 1985-1992 - Сальникова Светлана Ивановна
- 1992-1995 - Сурмило Елена Александровна
- 1995-1996 - Перелазный Александр Николаевич
- 1997-2000 - Тибейко Иван Петрович
- 2000-2005 - Цацуева Ольга Николаевна.
- с 2005 года Юрий Анатольевич Сурмило.

## Инфраструктура
- Социально-культурное объединение

## Образование
- Детский сад № 25 «Теремок»
- Средняя общеобразовательная школа № 10

## Экономика
- Племзавод имени Героя соцтруда В. В. Калягина[20][21]
- ФГУП «Племенной завод Большевик»